# Metralladora Vickers
La metralladora Vickers, o Vickers-Maxim, és el nom comú per una sèrie de metralladores mitjanes del Regne Unit que usaven cartutxos .303 British, de 7,7 mm de calibre, i que eren produïdes per l'empresa Vickers Limited.
El disseny de la metralladora es remunta a finals del segle xix. Basant-se en la metralladora Maxim, sobre la qual es van fer alguns canvis, la Vickers Mark 1 va entrar en servei l'any 1912. Amb l'esclat de la Primera Guerra Mundial va demostrar ser una de les millors metralladores de l'època, guanyant-se el títol de Reina del camp de batalla entre els seus operadors. A causa de la seva eficàcia es va fer servir en tot tipus d'aparells: avions de caça, vaixells, tancs… Posteriorment seria exportada a diferents països.
Durant la Segona Guerra Mundial es va emprar a diferents fronts i, després de la batalla de Dunkerque, se'n simplificaria el disseny i es produiria en grans quantitats. Acabada la guerra va continuar en servei fins a la dècada dels 70, als Royal Marines, o fins al dia d'avui a altres exèrcits com el pakistanès, indi o nepalès.

## Desenvolupament
Durant el segle xix una sèrie de desenvolupaments tecnològics: ignició per percussió dels cartutxos, millora dels acers, substitució de la pólvora negra per pólvora sense fum… Va permetre que Hiram Maxim, un prolífic inventor, desenvolupés la primera metralladora automàtica totalment portàtil. Maxim, instal·lat a Londres, l'any 1884, després de trobar solucions als nombrosos problemes que suposa una cadència de tir elevada, va aconseguir fabricar un model de metralladora i va crear la seva pròpia empresa, The Maxim Gun Company.

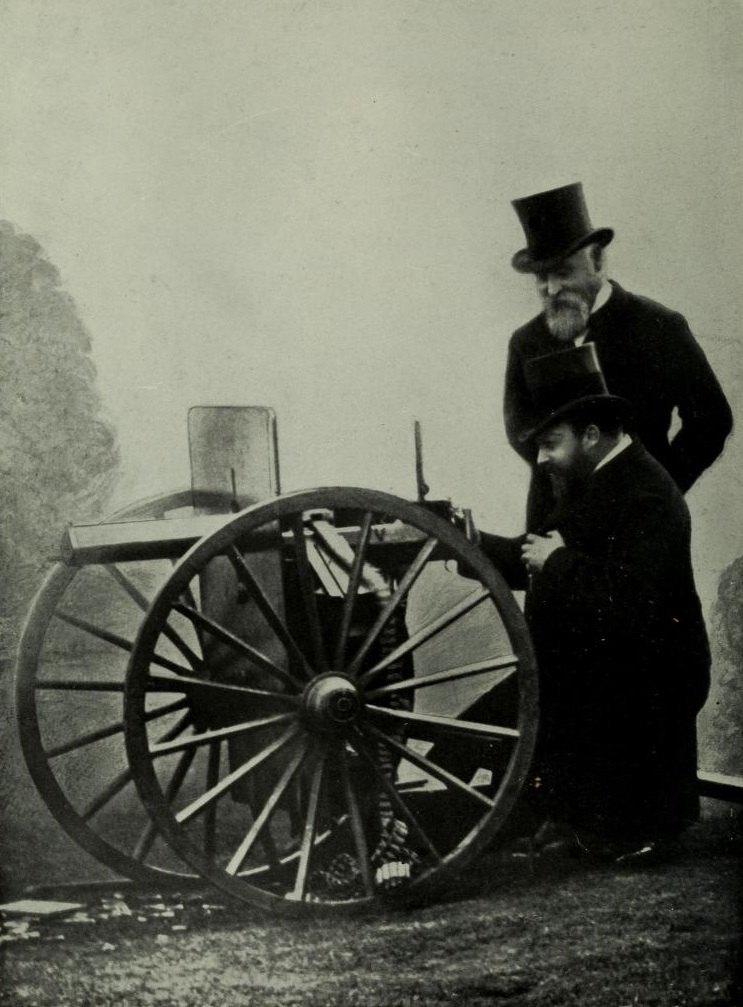
El rei Eduard VII del Regne Unit prova una metralladora Maxim al costat de Hiram Maxim.

L'empresa fundada gràcies a una gran quantitat d'inversors, un dels quals Albert Vickers de la companyia Vickers Ltd. Després de diferents demostracions, Maxim va començar a rebre grans comandes de diferents països i també va fer cooperacions amb altres empreses per fabricar-ne sota llicència versions locals. Com que la capacitat productiva de la companyia de Maxim no era suficient es van haver de passar comandes a una altra indústria armamentística, la Nordenfelt Company. D'aquesta cooperació en va néixer el 1888 la Maxim-Nordenfelt Company que, en una gran instal·lació, disposava d'una capacitat de fabricació molt elevada.
Amb l'expansió de la Royal Navy, que competia amb la marina alemanya, la companyia Vickers Ltd. va començar a guanyar grans quantitats de diners fabricant canons i a partir de l'any 1888 els germans Vickers, que volien fabricar també armament més lleuger, es van interessar encara més per la companyia Maxim-Nordenfelt. Finalment, l'any 1896, els germans Vickers van adquirir la companyia Maxim-Nordenfelt Guns and Ammunition Company per 1.353.000£, l'equivalent actual a 190.500.000$, i seria rebatejada el 1897 com a Vickers, Sons and Maxim Ltd. El 1899, Maxim deixaria el càrrec a la companyia i, després de signar un contracte per evitar que fabriqués més armament a canvi d'una suma de 1.200£ per any, va dedicar-se al disseny d'aparells voladors.
Després d'això, el desenvolupament de les metralladores recauria en els enginyers de Vickers sota la direcció de Sir Arthur Trevor Dawson. L'objectiu ara era alleugerir la metralladora de Maxim i fer-la més fiable. Per aconseguir-ho van corrugar la camisa d'aigua, per millorar-ne la refrigeració, van afegir-hi un accelerador de canó, que millorava la cadència de foc, van emprar aliatges metàl·lics més lleugers, van afegir un mecanisme de seguretat... El nou model es va anomenar Vickers 1906, per l'any de disseny. Tot i reduir el pes en un terç, a només 25,2 kg, la metralladora era més cara que la variant alemanya de la Maxim, la MG 08 i va tenir poc èxit comercial.

Animació de l'accelerador de canó de la metralladora Vickers, els gasos empenyen el canó endarrere respecte la camisa de refrigeració augmentant la cadència.

Després d'aquest fracàs van decidir reformular la metralladora totalment. Sota el lideratge de Dawson, i amb l'ajut del cap d'enginyers George Buckham, van invertir totalment el mecanisme de funcionament. Això feia que la manovella de càrrega, que generalment es feia girar cap endavant, s'havia de fer girar cap endarrere. Aquest canvi permetia reduir la xapa del lateral de la metralladora i del receptor, fent que pesés molt menys. La part superior també es va modificar, dividint-la en dues parts, permetent treure l'alimentador separadament. També es va introduir un nou patró radial a la mira del darrere. Simultàniament els primers models de suport, amb rodes o amb escut, van ser desestimats a favor dels tres peus més lleugers Mk I i Mk II i, a partir del 1906, es subministraven les metralladores amb el Mount, Tripod Mark IV. Aquesta muntura disposava d'un senzill mecanisme d'elevació i permetia rotar l'arma 360°, a diferència de les muntures de la MG 08 alemanya. Totes aquests millores combinades van donar lloc al model 1908 i es va convertir immediatament en un èxit comercial. L'any 1912 seria adquirida per l'exèrcit britànic i rebria la denominació de Gun, Machine, Vickers, .303in Mark I. Posteriorment també se'n farien nombroses modificacions per incorporar aquestes metralladores a avions, tancs, cotxes blindats...

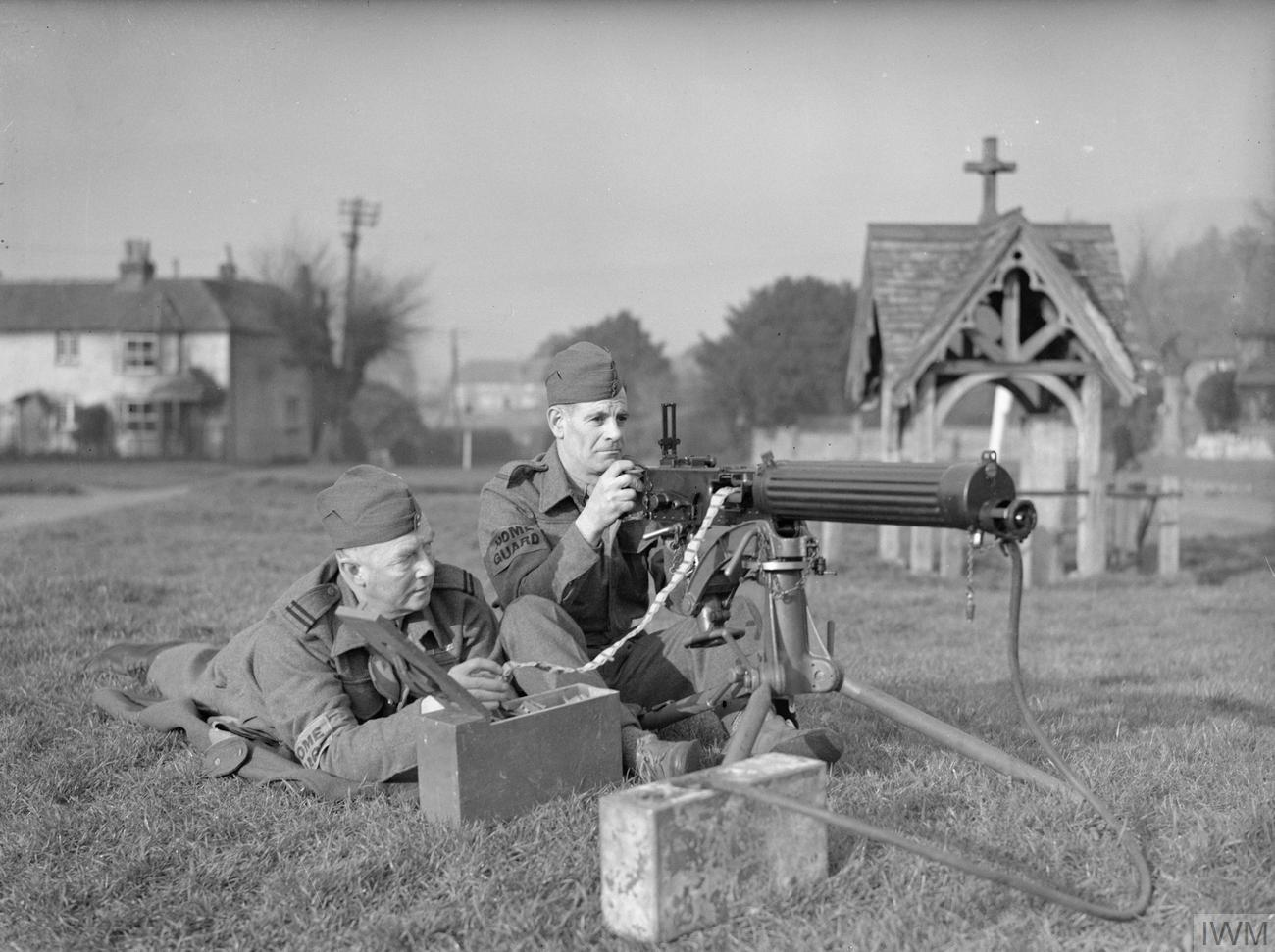
Membres del Home Guard servint una metralladora Vickers. Aquests voluntaris civils havien d'ajudar a la defensa de les illes britàniques en cas d'invasió nazi.

Després de la Primera Guerra Mundial s'hi farien petites modificacions i continuaria en servei durant la Segona Guerra Mundial i fins a la dècada dels 70 en algunes branques de les forces armades del Regne Unit, tot i que hi ha països que encara en fan servir avui dia.

## Funcionament
En combat la metralladora Vickers va demostrar ser una peça robusta i fiable. Primer s'havia de muntar tot el conjunt, que estava compost pels següents elements:
- La metralladora.
- El trípode.
- La llauna de condensació.
- El tub de condensació, que s'havia de col·locar entre la camisa de refrigeració i la llauna.
- Una caixa de munició amb cintes de 250 cartutxos.

A més a més de tots aquests elements, també s'hi podien afegir mires per apuntar, acceleradors de canó i camises de teixit per la metralladora, per evitar que la calor distorsionés la visió del tirador.
Per accionar la metralladora s'havien de col·locar tots els elements a lloc, introduir l'aigua a la camisa, moure la manovella dos cops cap endavant i ja estava a punt per disparar. Un cop en funcionament s'havia d'assegurar el proveïment de munició i d'aigua, ja que per les juntes es començava a escapar en forma de vapor després de disparar unes 750 bales. Això sovint delatava les posicions de les metralladores en combat.